# Duboistown
Duboistown es un borough ubicado en el condado de Lycoming en el estado estadounidense de Pensilvania. En el año 2000 tenía una población de 1,280 habitantes y una densidad poblacional de 885 personas por km².

## Geografía
Duboistown se encuentra ubicado en las coordenadas 41°13′31″N 77°2′6″O / 41.22528, -77.03500

## Demografía
Según la Oficina del Censo en 2000 los ingresos medios por hogar en la localidad eran de $35,132 y los ingresos medios por familia eran $41,450. Los hombres tenían unos ingresos medios de $31,172 frente a los $22,500 para las mujeres. La renta per cápita para la localidad era de $17,348. Alrededor del 5.3% de la población estaba por debajo del umbral de pobreza.